# Cachaço (São Nicolau, Cap Verd)
Cachaço (crioll capverdià Katxós) és una vila al nord-oest de l'illa de São Nicolau a l'arxipèlag de Cap Verd. Està situada 5 kilòmetres a l'oest de Ribeira Brava.